# All My Relations
All My Relations — студийный альбом американского джазового саксофониста Чарльза Ллойда, записанный в июле 1994 года и выпущенный на ECM Records в 1995 году. В состав квартета вошла ритм-секция Бобо Стенсон (фортепиано), Андерс Йормин (контрабас) и Билли Харт (барабаны).

## Отзывы
| Оценки критиков                      | Оценки критиков |
| Источник                             | Оценка          |
| ------------------------------------ | --------------- |
| AllMusic                             | [ 2 ]           |
| Том Халл                             | B+ ()           |
| The Penguin Guide to Jazz Recordings | [ 4 ]           |

Альбом All My Relations получил положительные отзывы критиков.
В рецензии на AllMusic Скотт Яноу назвал альбом «сильной попыткой» и поставил ему 4,5 звезды. Рецензент отметил, что «Этот диск квартета Чарльза Ллойда не вписывается ни в один из стереотипов, которые можно было бы использовать в отношении записей ECM. Пианист Бобо Стенсон создал свою собственную индивидуальность на основе стилей Билла Эванса и Кита Джарретта, барабанщик Билли Харт оказывает стимулирующую поддержку, а Андерс Йормин во многих треках играет на бас-гитаре, что является редкостью для сессий ECM. Как и следовало ожидать, основное внимание уделяется Чарльзу Ллойду, чья игра за последнее десятилетие была одной из лучших в его карьере. В основном он играет на теноре (только на флейте в „Little Peace“ и на китайском гобое в очень короткой „Milarepa“), и хотя следы звучания Джона Колтрейна всегда будут присутствовать в его тоне, Ллойд предлагает немало оригинальных идей. Лучше всего ему удаются „Thelonious Theonlyus“ (в которой чувствуется лёгкое калипсо), эпизодическая „Cape to Cairo Suite“ (дань уважения Нельсону Манделе), длинный дуэт тенора и ударных в „All My Relations“ (это смесь между „Chasin“ the „Trane“ и „Bessie’s Blues“) и задумчивый спиричуэл „Hymne to the Mother“. Сильная работа».

## Список композиций
Автор всех композиций Чарльз Ллойд.
1. «Piercing the Veil» — 8:31
2. «Little Peace» — 6:35
3. «Thelonious Theonlyus» — 7:48
4. «Cape to Cairo Suite (Hommage to Mandela)» — 15:26
5. «Evanstide, Where Lotus Bloom» — 10:56
6. «All My Relations» — 10:54
7. «Hymne to the Mother» — 8:38
8. «Milarepa» — 1:19

## Персоналии
- Чарльз Ллойд — тенор-саксофон
- Бобо Стенсон (фортепиано)
- Андерс Йормин (контрабас)
- Билли Харт (барабаны)